# Atmautluak
Atmautluak és una concentració de població designada pel cens dels Estats Units a l'estat d'Alaska. Segons el cens del 2000 tenia 294 habitants.

## Demografia
Segons el cens del 2000, Atmautluak tenia 294 habitants, 60 habitatges, i 54 famílies La densitat de població era de 177,4 habitants/km².
Dels 60 habitatges en un 58,3% hi vivien nens de menys de 18 anys, en un 66,7% hi vivien parelles casades, en un 11,7% dones solteres, i en un 10% no eren unitats familiars. En el 8,3% dels habitatges hi vivien persones soles l'1,7% de les quals corresponia a persones de 65 anys o més que vivien soles. El nombre mitjà de persones vivint en cada habitatge era de 4,9 i el nombre mitjà de persones que vivien en cada família era de 5,22.
Per edats la població es repartia de la següent manera: un 33,3% tenia menys de 18 anys, un 18,4% entre 18 i 24, un 25,2% entre 25 i 44, un 17,7% de 45 a 60 i un 5,4% 65 anys o més.
L'edat mediana era de 24 anys. Per cada 100 dones hi havia 102,8 homes. Per cada 100 dones de 18 o més anys hi havia 120,2 homes.
La renda mediana per habitatge era de 37.917 $ i la renda mediana per família de 39.583 $. Els homes tenien una renda mediana de 20.625 $ mentre que les dones 8.750 $. La renda per capita de la població era de 8.501 $. Aproximadament el 31,6% de les famílies i el 30,3% de la població estaven per davall del llindar de pobresa.

## Poblacions properes
El següent diagrama mostra les poblacions més properes.